# Dirección General de Seguridad Nacional (Marruecos)

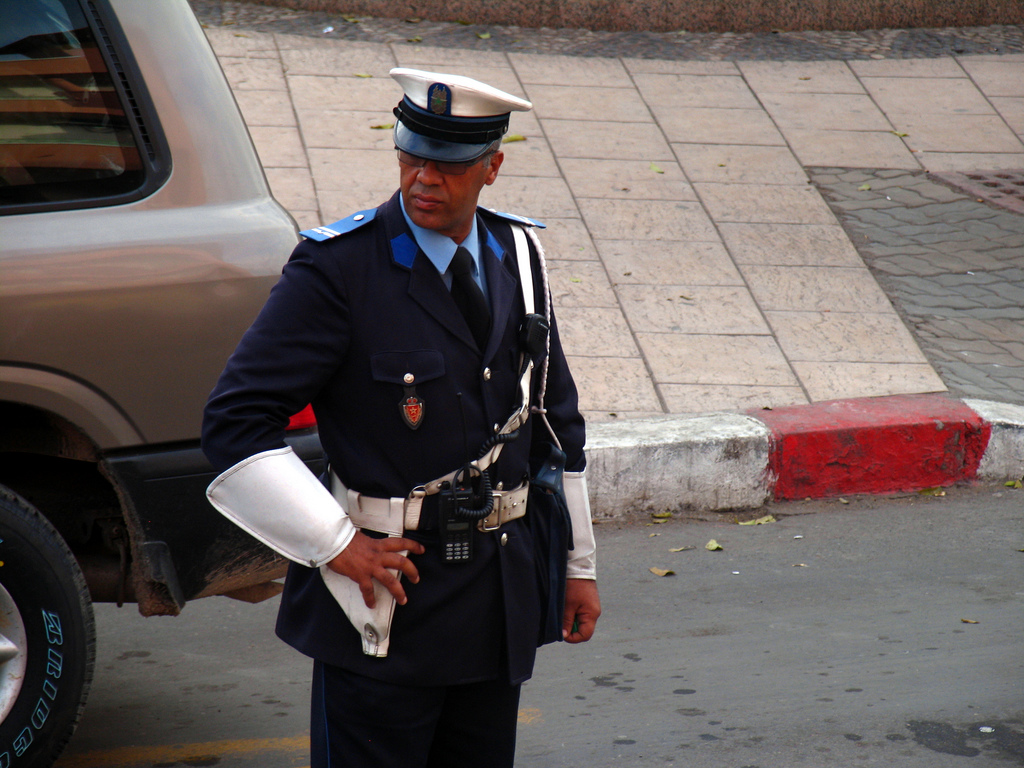
Oficial de policía de Marruecos

La Dirección General de Seguridad Nacional (DGSN) (en árabe: الأمن الوطني , en francés: Direction générale de la Sûreté nationale), también conocida como Sûreté Nationale,  es el cuerpo nacional de policía del Reino de Marruecos. Fue fundada el 16 de mayo de 1956 por el rey Mohammed V. Está bajo la supervisión del Ministerio del Interior. Su director actual es Abdellatif El Hammouchi .

### Misiones
La Sûreté Nationale es responsable de mantener el orden público de acuerdo con la Constitución de conformidad con la ley marroquí.

### Cuerpo de la DGSN
La policía de Marruecos está organizada por:
- Policía judicial
- Seguridad pública
- Sistemas de información, de la comunicación y del diagnóstico
- Informaciones generales
- Recursos humanos
- Dirección de Equipo y presupuesto (DEB)
- Departamento de Seguridad del Palacio Real

## Historia

### Pre-protectorado
Antes de los años 1912 - 1913, en los que se instaló el protectorado franco-español en Marruecos, la policía estaba asegurada por las mokhaznis del Pacha dentro de las murallas de la ciudad  El Mouhteceb de seguridad cumplía una función análoga a la de comisario de policía del Pasha, que le fue designado por los visires del sultán. El Mouhteceb también tenía la facultad de castigar los delitos mediante infracciones .

### Independencia
Marruecos obtuvo su independencia en 1955. El 7 de diciembre de 1955, se formó un nuevo gobierno, que reemplazó al gobierno de Fatmi Benslimane, entonces el último Jefe de Gobierno bajo el protectorado. A partir de 1956, el Ministerio del Interior fue retirado desde el inicio del Partido Istiqlal para ser confiado a hombres cercanos al jefe de Estado. Lahcen Lyoussi, un independiente, fue designado para el Ministerio del Interior y encargado de establecer una nueva fuerza policial, denominada Direction générale de la Sûreté nationale (Dirección General de Seguridad Nacional). 

### Creación de las GUS
Los Grupos de Seguridad Urbana fueron desplegados por la Dirección General de Seguridad Nacional (DGSN) el 17 de octubre de 2005. En octubre del 2006 los GUS contaban con entre 4 000 y 5 000 agentes.

### Antiguos dirigentes
| Maitre Abderrahmane Rabiah | 1972 | 1979 |
| Slimane Alaui              | 1979 | 1979 |
| General Kadiri             | 1979 | 1983 |
| Hamid El Boukhari          | 1983 | 1988 |
| M hamed Dryef              | 1989 | 1990 |
| General Ouazzani           | 1990 | 1993 |
| Ahmed El Midaoui           | 1993 | 1997 |
| Hafid Benhachem            | 1997 | 2003 |
| General Hamidou Laanigri   | 2003 | 2006 |
| Charki Draiss              | 2006 | 2012 |
| Bouchaib Rmail             | 2012 | 2015 |
| Abdellatif Hammouchi       | 2015 |      |